# Of Mice and Men (1939)
Of Mice and Men (br: Carícia Fatal; As Mãos e a Morte) é um filme de 1939, baseado no romance com o mesmo título escrito por John Steinbeck. Estreiam Burgess Meredith, Betty Field, Lon Chaney Jr., Charles Bickford, Roman Bohnen, Bob Steele e Noah Beery Jr. O filme, produzido pelos estúdios Hal Roach Studios, foi adaptado por Eugene Solow e dirigido por Lewis Milestone. Foi nomeado para quatro Óscares. A música foi composta pelo compositor americano, Aaron Copland.

## Sinopse
O filme conta a história de George e Lennie, que tentam perseguir o seu sonho de possuir o seu próprio rancho para não ter mais que trabalhoar para os outros. Lennie é forte mas desajeitado, enquanto George é menor fisicamente, porém mais esperto. Devido às encrencas em que Lennie se envolve, eles vão para uma nova fazenda, quando estão prestes a realizar seu sonho, Lennie acidentalmente mata uma moça e foge, George o encontra e ao ouvir os outros fazendeiros se aproximando, mata Lennie para poupá-lo da fúria dos fazendeiros.